# Temple of Shadows
Temple of Shadows è il quinto disco del gruppo power/speed metal brasiliano Angra.

## Il disco
Si tratta di un concept album inerente alla storia di un crociato di nome Shadow Hunter ed è ambientato cronologicamente nell'XI secolo.
Costui, mentre combatte la Guerra santa in nome del Papa, inizia a pentirsi chiedendosi se quello che sta facendo è giusto. Il suo è un percorso doloroso, e per nulla lineare, che comincia con l'incontro con un rabbino ebreo che gli apre gli occhi. Il protagonista della storia lotta con la chiesa cattolica, trova l'amore e non riesce quasi a dormire essendo assillato da domande senza risposta.
Nella traccia The Temple of Hate troviamo la partecipazione di Kai Hansen, leader, chitarrista e cantante dei Gamma Ray, nonché ex-Helloween e ex-Iron Savior, che duetta con Edu Falaschi. Anche in Winds of Destination partecipa un artista importante nel panorama power metal: Hansi Kürsch, dei Blind Guardian.

## Tracce
1. Deus Le Volt!
2. Spread Your Fire
3. Angels and Demons
4. Waiting Silence
5. Wishing Well
6. The Temple of Hate
7. The Shadow Hunter
8. No Pain for the Dead
9. Winds of Destinations
10. Sprouts of Time
11. Morning Star
12. Late Redemption
13. Gate XIII

## Formazione
- Eduardo Falaschi - voce
- Kiko Loureiro - chitarra
- Rafael Bittencourt - chitarra
- Felipe Andreoli - basso
- Aquiles Priester - batteria, percussioni
- Fábio Laguna - tastiere